# Gustavo Noboa
Gustavo Noboa Bejarano (Guayaquil, 21 agosto 1937 – Miami, 16 febbraio 2021) è stato un politico ecuadoriano.
È stato presidente della Repubblica dell'Ecuador dal 22 gennaio 2000 al 15 gennaio 2003.

## Biografia
Secondo dei nove figli di una famiglia di classe media di Guayaquil (un suo antenato, Diego Noboa Arteta, era stato Presidente della Repubblica tra il 1850 e il 1851) dopo gli studi superiori presso una scuola gestita dai salesiani nel 1962 si laureò in scienze politiche e sociali presso l'Università Cattolica di Guayaquil. Nel 1965 ottenne il dottorato in giurisprudenza e l'anno seguente intraprese la carriera accademica come docente di diritto municipale e diritto civile. Dal 1986 al 1996 fu rettore presso la medesima università.
Sin dai primi anni settanta, all'attività accademica affiancò molteplici incarichi: fu responsabile delle risorse umane in un'impresa operante nella produzione e trasformazione dello zucchero, ambasciatore e capo della delegazione ecuadoriana nelle trattative per dirimere una controversia territoriale con il Perù; infine, a marzo 1983 fu nominato governatore della provincia del Guayas e mantenne l'incarico sino ad agosto 1984, termine del mandato presidenziale.
Ricoprì inoltre diversi incarichi tecnici, di nomina politica, nelle commissioni del Consiglio Nazionale delle Università e delle Scuole Politecniche. Nel 1995 rifiutò la nomina a ministro dell'Educazione nel governo presieduto da Sixto Durán-Ballén

### La vicepresidenza e il golpe
Designato come suo vice da Jamil Mahuad, candidato alle elezioni presidenziali del 1998 per Democrazia Popolare-Unione Democratica Cristiana, dopo la vittoria elettorale si insediò alla vicepresidenza il 10 agosto 1998.
Il 21 gennaio 2000, con un colpo di Stato militare il presidente Mahuad fu destituito e al suoi posto si insediò una "giunta di governo di salvezza nazionale" guidata dal colonnello dell'esercito Lucio Gutiérrez insieme al presidente della Confederazione nazionale indigena dell'Ecuador (CONAIE) Antonio Vargas e all'ex componente della Corte Suprema di Giustizia Carlos Solórzano. Nello stesso giorno, la giunta venne esautorata dalla Forze Armate del Paese, favorevoli al mantenimento della continuità istituzionale, che l'indomani offrirono la presidenza a Noboa, in quanto vice del presidente destituito, secondo la procedura costituzionale prevista in caso di abbandono delle funzioni da parte del presidente. Nuovo vicepresidente fu designato Pedro Pinto Rubianes.

### Mandato presidenziale
Il governo di Noboa, che si trovò ad affrontare la pesante crisi economica che attanagliava il Paese, accentuò la politica conservatrice del predecessore e in particolare mantenne la decisione di una completa dollarizzazione del Paese, che era stata fra i motivi che avevano scatenato il colpo di Stato, e approvò il decreto di vendita per tutte le imprese controllate dallo Stato. Rinegoziò inoltre il debito estero, sconfessando la moratoria unilaterale dichiarata da Mahuad. Tutte queste misure, che rispondevano alle richieste di Stati Uniti e Fondo Monetario Internazionale, determinarono un grande malcontento in Ecuador, in particolare da parte della popolazione indigena. Nonostante la sostituzione della debole moneta locale, il sucre, con il dollaro USA, il Paese fu travolto da una pesantissima inflazione, che sfiorò il 100% su base annua, e permase in uno stato di recessione. Un ulteriore elemento che accrebbe il malcontento popolare fu l'autorizzazione concessa a un consorzio di aziende occidentali (comprendente l'Eni e la Banca Nazionale del Lavoro) per la costruzione di un oleodotto di 500 km da Lago Agrío, nella foresta amazzonica, al porto di Esmeraldas. Le proteste contro l'oleodotto varcarono i confini del Paese e coinvolsero anche attivisti ambientalisti e no global in Europa e negli Stati Uniti.
Per allentare la tensione sociale, Noboa concesse un'amnistia ai militari che avevano compiuto il golpe. Più tardi rivelò uno scandalo relativo alla cattiva gestione della contrattazione di assicurazioni da parte dei vertici militari. Nel 2002, al termine del mandato, indisse libere elezioni che videro l'affermazione dell'ex militare golpista Lucio Gutiérrez, che il 15 gennaio 2003 succedette a Noboa alla presidenza della Repubblica.

### Gli anni successivi
Tre mesi dopo la conclusione del mandato presidenziale venne accusato dall'ex presidente della Repubblica León Febres Cordero, suo avversario politico, di malversazione in merito alla rinegoziazione del debito estero: fu emesso un mandato di cattura a suo carico e, per sfuggire ad esso, chiese asilo politico in Repubblica Dominicana. L'asilo politico gli fu accordato l'11 agosto 2003. Restò nel paese caraibico sino ad aprile 2005, quando poté fare ritorno in Ecuador: la Corte Suprema aveva infatti annullato la sentenza a suo carico nell'ambito degli accordi parlamentari per neutralizzare le accuse di corruzione al presidente in carica, Gutiérrez. Quando questi, pochi giorni dopo, venne esautorato, una nuova Corte Suprema revocò l'annullamento della condanna a carico di Noboa e ne ordinò gli arresti domiciliari. Solo 16 marzo 2006 le accuse a suo carico sono state ritirate e a Noboa è stata nuovamente concessa la libertà.